# Baron Tredegar

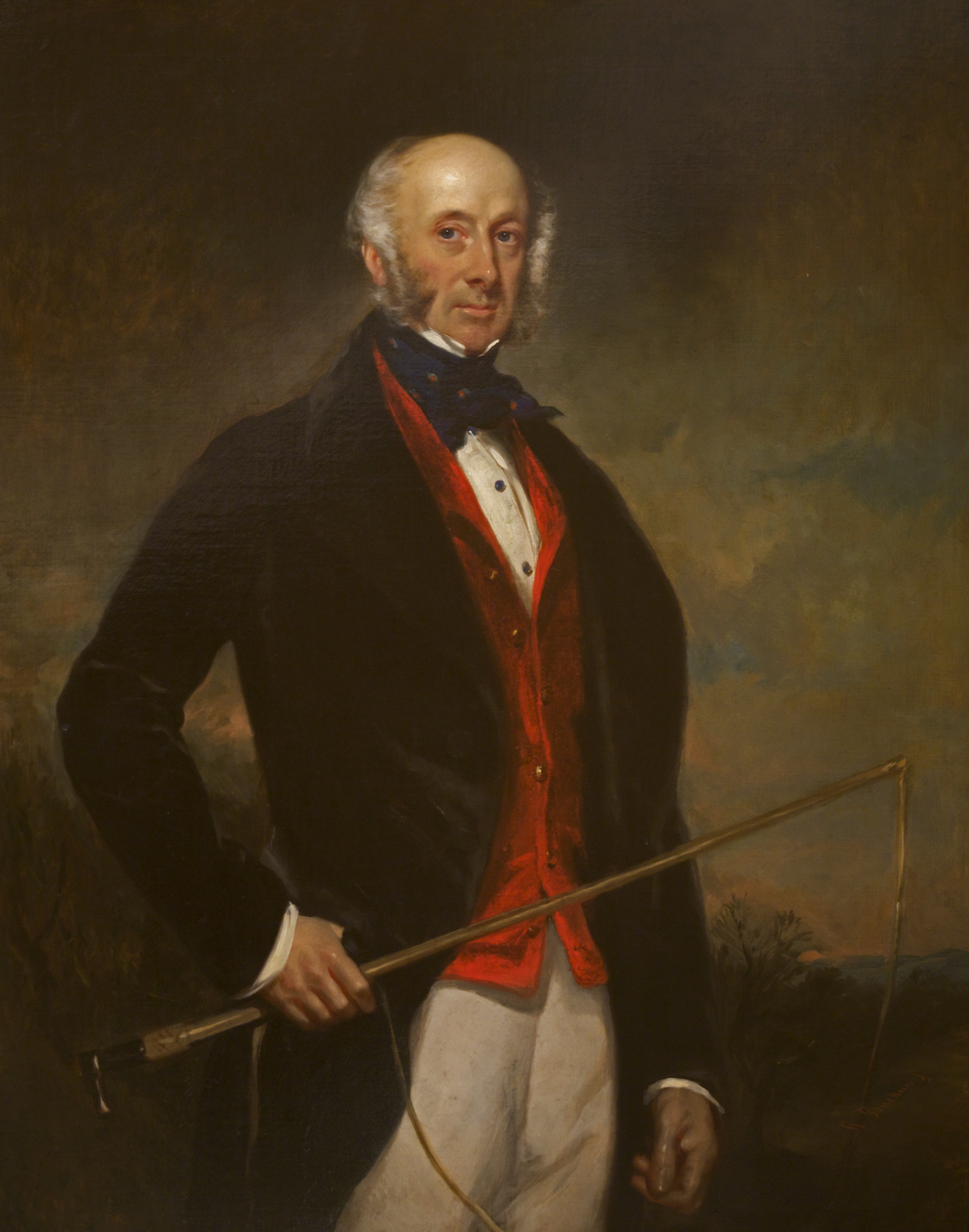
Charles Morgan, 1. Baron Tredegar

Baron Tredegar, of Tredegar in the County of Monmouth, war ein erblicher britischer Adelstitel in der Peerage of the United Kingdom.

## Verleihung
Der Titel wurde am 16. April 1859 für den walisischen Politiker und ehemaligen Unterhausabgeordneten Sir Charles Morgan, 3, Baronet, geschaffen. Er hatte bereits 1846 von seinem Vater den fortan nachgeordneten Titel Baronet, of Tredegar in the County of Monmouth, geerbt, der am 15. November 1792 in der Baronetage of Great Britain seinem Großvater verliehen worden war.
Sein Sohn, der 2. Baron, wurde am 28. Dezember 1905 zudem zum Viscount Tredegar, of Tredegar in the County of Monmouth, erhoben. Die Viscountcy erlosch bei dessen kinderlosem Tod am 11. März 1913, während die Baronie und Baronetcy an dessen Neffen als 3. Baron fielen. Für diesen wurde der Titel Viscount Tredegar, of Tredegar in the County of Monmouth, am 4. August 1926 neu geschaffen. Beim kinderlosen Tod von dessen Sohn, dem 2. Viscount, am 27. April 1949 erlosch die Viscountcy, während die Baronie und Baronetcy an dessen Onkel als 5. Baron fielen. Als schließlich dessen Sohn, der 6. Baron, am 17. November 1962 ohne männliche Nachkommen starb, erloschen auch die Baronie und Baronetcy.

## Liste der Barone Tredegar (1859)
- Charles Morgan, 1. Baron Tredegar (1792–1875)
- Godfrey Morgan, 1. Viscount Tredegar, 2. Baron Tredegar (1830–1913)
- Courtenay Morgan, 1. Viscount Tredegar, 3. Baron Tredegar (1867–1934)
- Evan Morgan, 2. Viscount Tredegar, 4. Baron Tredegar (1893–1949)
- Frederic Morgan, 5. Baron Tredegar (1873–1954)
- John Morgan, 6. Baron Tredegar (1908–1962)